# Хинко Смрекар
Хинко Смрекар (Љубљана, 13. јула 1883 — Грамозна јама, код Љубљане, 1. октобра 1942), словеначки сликар и графичар.

## Биографија
Гимназију је завршио у Љубљани, а студирао је на Правном факултету у Бечу и уједно похађао курс слободног цртања у Музеју за уметничке занате. Године 1903. прикључио се новооснованом седишту „Весна“. Одлучио је да се бави сликарством, па је од 1905. цртао по приватним школама у Минхену, а 1911. после вишегодишњег боравка у Крању, преселио се у Љубљану.
За време Првог светског рата мобилисан је у војску, затим из политичких разлога затворен и интерниран, па поново позван у војску, из које је отпуштен због болести. Између 1918. и 1941. живео је у Љубљани, као слободни уметник. У јесен 1942. италијанска фашистичка полиција га је ухапсила, због антифашистичке литературе коју је код њега нашла приликом претреса на улици и после два дана стрељала као таоца.
У Љубљани је сарађивао у хумористичким часописима Оса и Курент, у којима је објавио низ сатиричних карикатура обрушавајући се на политичке и социјалне неправде, корупцију и малограђанство. Илустровао је народне приче и песме те Левстикова дела. Учествовао је у покрету отпора. Стрељали су га италијански фашисти у Грамозној јами.